# Бернт-Айлендс
Бернт-Айлендс (англ. Burnt Islands) — містечко в Канаді, у провінції Ньюфаундленд і Лабрадор.

## Населення
За даними перепису 2016 року, містечко нараховувало 622 особи, показавши скорочення на 4,5%, порівняно з 2011-м роком. Середня густина населення становила 65,3 осіб/км².
З офіційних мов обидвома одночасно володіли 5 жителів, тільки англійською — 620.
Працездатне населення становило 50% усього населення, рівень безробіття — 32,2% (34,3% серед чоловіків та 28% серед жінок). 96,6% осіб були найманими працівниками, а 3,4% — самозайнятими.
Середній дохід на особу становив $35 079 (медіана $24 960), при цьому для чоловіків — $48 337, а для жінок $20 428 (медіани — $54 400 та $16 544 відповідно).
21,4% мешканців мали закінчену шкільну освіту, не мали закінченої шкільної освіти — 56,4%, 22,2% мали післяшкільну освіту, з яких 11,5% мали диплом бакалавра, або вищий.
| Статево-вікова структура населення | Статево-вікова структура населення | Статево-вікова структура населення | Статево-вікова структура населення | Статево-вікова структура населення |
| ---------------------------------- | ---------------------------------- | ---------------------------------- | ---------------------------------- | ---------------------------------- |
|                                    |                                    |                                    |                                    |                                    |
| Всього                             | Всього                             | 48,8%51,2%                         |                                    |                                    |
| 0 — 14 років                       | 0 — 14 років                       |                                    | 11,3%                              | 11,3%                              |
| 15 — 64 років                      | 15 — 64 років                      |                                    | 71%                                | 71%                                |
| 65 і більше                        | 65 і більше                        |                                    | 17,7%                              | 17,7%                              |
| 85 і більше                        | 85 і більше                        |                                    | 1,6%                               | 1,6%                               |
| Середній вік (років)               | Середній вік (років)               | 46,346,0                           | 46,1                               | 46,1                               |
| Медіана (років)                    | Медіана (років)                    | 50,5                               | 50,5                               | 50,5                               |
| — чоловіки — жінки                 |                                    |                                    |                                    |                                    |

| Походження мешканців:     | Походження мешканців:     | Походження мешканців: | Походження мешканців: | Походження мешканців: |
| ------------------------- | ------------------------- | --------------------- | --------------------- | --------------------- |
| Походження                |                           |                       | осіб                  | %                     |
| Корінні американці        | Корінні американці        |                       | 15                    | 2.36%                 |
| Інше північноамериканське | Інше північноамериканське |                       | 460                   | 72.44%                |
| Європейське               | Європейське               |                       | 285                   | 44.88%                |
| британське                | британське                |                       | 280                   | 44.09%                |
| французьке                | французьке                |                       | 10                    | 1.57%                 |

| Зайнятість населення за галузями (за класифікацією NOC): | Зайнятість населення за галузями (за класифікацією NOC): | Зайнятість населення за галузями (за класифікацією NOC): | Зайнятість населення за галузями (за класифікацією NOC): | Зайнятість населення за галузями (за класифікацією NOC): |
| -------------------------------------------------------- | -------------------------------------------------------- | -------------------------------------------------------- | -------------------------------------------------------- | -------------------------------------------------------- |
|                                                          |                                                          |                                                          |                                                          |                                                          |
| Управління                                               | Управління                                               |                                                          | 5,1%                                                     | 5,1%                                                     |
| Бізнес, фінанси та адміністрування                       | Бізнес, фінанси та адміністрування                       |                                                          | 3,4%                                                     | 3,4%                                                     |
| Охорона здоров'я                                         | Охорона здоров'я                                         |                                                          | 5,1%                                                     | 5,1%                                                     |
| Освіта, правозахист, муніципальні та урядові служби      | Освіта, правозахист, муніципальні та урядові служби      |                                                          | 20,3%                                                    | 20,3%                                                    |
| Роздрібна торгівля та послуги                            | Роздрібна торгівля та послуги                            |                                                          | 15,3%                                                    | 15,3%                                                    |
| Гуртова торгівля, транспорт та обладнання                | Гуртова торгівля, транспорт та обладнання                |                                                          | 32,2%                                                    | 32,2%                                                    |
| Природні ресурси, сільське господарство                  | Природні ресурси, сільське господарство                  |                                                          | 5,1%                                                     | 5,1%                                                     |
| Виробництво                                              | Виробництво                                              |                                                          | 8,5%                                                     | 8,5%                                                     |

## Клімат
Середня річна температура становить 4,8°C, середня максимальна – 19,5°C, а середня мінімальна – -11,6°C. Середня річна кількість опадів – 1 666 мм.
| Клімат поселення                              | Клімат поселення | Клімат поселення | Клімат поселення | Клімат поселення | Клімат поселення | Клімат поселення | Клімат поселення | Клімат поселення | Клімат поселення | Клімат поселення | Клімат поселення | Клімат поселення | Клімат поселення |
| Показник                                      | Січ.             | Лют.             | Бер.             | Квіт.            | Трав.            | Черв.            | Лип.             | Серп.            | Вер.             | Жовт.            | Лист.            | Груд.            |                  |
| Середній максимум, °C                         | −0,64            | −1,54            | 1,71             | 6,40             | 12,35            | 17,43            | 19,29            | 19,49            | 15,98            | 10,65            | 5,71             | 0,56             |                  |
| Середня температура, °C                       | −5,68            | −6,57            | −3,31            | 1,38             | 7,33             | 12,39            | 15,94            | 16,12            | 12,62            | 7,29             | 2,36             | −2,81            |                  |
| Середній мінімум, °C                          | −10,7            | −11,61           | −8,35            | −3,66            | 2,29             | 7,37             | 12,59            | 12,77            | 9,27             | 3,94             | −1,01            | −6,15            |                  |
| Норма опадів, мм                              | 162              | 135              | 126              | 144              | 118              | 118              | 119              | 119              | 138              | 153              | 158              | 176              |                  |
| Середньомісячна швидкість вітру, м/с          | 8.04             | 7.46             | 6.80             | 6.19             | 5.40             | 4.90             | 4.57             | 4.58             | 5.20             | 6.05             | 6.83             | 7.76             |                  |
| Середньомісячна сонячна радіація, кДж/м²·день | 3877             | 6908             | 11186            | 14445            | 17896            | 19352            | 18905            | 16396            | 12301            | 7514             | 4154             | 2995             |                  |
| --------------------------------------------- | ---------------- | ---------------- | ---------------- | ---------------- | ---------------- | ---------------- | ---------------- | ---------------- | ---------------- | ---------------- | ---------------- | ---------------- | ---------------- |
| Джерело:                                      |                  |                  |                  |                  |                  |                  |                  |                  |                  |                  |                  |                  |                  |